# Dieter Bachmann (Lehrer)

Dieter Bachmann (2022)

Dieter Bachmann (* 7. April 1952 in Bochum) war von Beruf Lehrer. Er war und ist auch als Filmdarsteller, Bildhauer, Autor und Liedermacher tätig. Bekannt wurde er durch den Film „Herr Bachmann und seine Klasse“ als zentraler Darsteller, der in der sechsten Klasse der Georg-Büchner-Schule Stadtallendorf in Hessen gedreht wurde. Dieter Bachmann und seine Unterrichtsmethoden wurden nicht nur im deutschsprachigen Raum bekannt, sondern auch in weiteren Ländern, als der Dokumentarfilm gezeigt und rezensiert wurde. Der Film wurde mit dem Silbernen Bären der Jury und dem Publikumspreis der Berlinale 2021 ausgezeichnet. Darüber hinaus hat „Herr Bachmann und seine Klasse“ den Deutschen Filmpreis 2021 als bester Dokumentarfilm gewonnen.
Im Jahr 2023 erschien beim Ullstein Verlag das Buch „Traut euch, träumt. Lektionen eines Lehrers, den man gerne gehabt hätte“ von Dieter Bachmann.

## Leben
Seine Schulzeit hat Bachmann, wie er selbst sagt, „in ziemlich dunkler Erinnerung“. In Horb am Neckar legte Dieter Bachmann sein Abitur ab, danach studierte er an der Freien Universität Berlin Soziologie. Nach dem Vordiplom wechselte er zum Studium für das Lehramt an Gymnasien in den Fächern Deutsch, Sozialkunde und Sport. Das Referendariat schloss er in Frankfurt ab, dort bekam er aufgrund seiner Fächerkombination zunächst keine Anstellung in Hessen. Kurz nach Studium und Referendariat kündigte Bachmann nach einem Jahr in einer Berufsschule. Später orientierte er sich neu, als ihm eine Frau, deren Gartenteich er mit Natursteinen gestaltete, vorschlug, er solle eine Stelle an der dortigen Schule annehmen. Daraufhin ergriff er entsprechend seiner Ausbildung zum Lehrer diesen Beruf erneut und unterrichtete 30 Jahre lang.

Frühe Arbeit von Bachmann: Abraham (2003) in rotem Sandstein
Späte Arbeit von Bachmann: Janus (2023) in rotem Sandstein

Eine einschneidende Wende im Leben von Dieter Bachmann bildete seine Arbeit mit den regionalen Sandsteinen, von denen zahlreiche Skulpturen im Raum Mittelhessen aufgestellt wurden. Bei dieser Betätigung wurde er sich seiner kreativen Fähigkeiten bewusst und arbeitet sowohl in Holz als auch in Stein. Er hat sich schon früh in seinem Leben der Musik zugewandt und tritt gelegentlich auf regionalen Musikveranstaltungen mit eigenen Liedern auf.
Dieter Bachmann lebt bei Marburg und hat drei Kinder.
Bachmann besitzt zwei Islandpferde und ritt früher viel.

## Angewandte Pädagogik
Dieter Bachmann zeigt in seinem Film, in dem Maria Speth Regie und Reinhold Vorschneider die Kamera führte, „wie anspruchsvoll Schule sein kann“. Die Idee für den Film kam dabei von Bachmann selbst.
Entscheidend für Bachmann ist Kommunikation, Vertrauen und Kreativität. Sein pädagogisches Konzept basiert darauf, dass in seiner Klasse jeder aus eigenem Antrieb lernt. Er setzt nicht auf formalen Leistungsdruck, sondern auf selbstmotiviertes Lernen. Für ihn stellen Noten Momentaufnahmen dar. Er setzt auf die Befähigung jedes einzelnen Schülers und hat damit nachweislich Erfolg. Von seiner Klasse, die aus 19 Mädchen und Jungen aus zwölf Nationen bestand, bekamen acht Jugendliche eine Empfehlung fürs Gymnasium, fünf eine Realschulempfehlung und sechs Schüler gingen auf die Hauptschule.
Seine Menschlichkeit zeigt sich in dem Film „Herr Bachmann und seine Klasse“, dass er ein einfühlsamer Mensch mit großer Geduld ist. Trotzdem duldet er als Lehrer keine Respektlosigkeit ihm gegenüber und ist nicht nachtragend. Bachmann legt den Schülern nahe, dass sie ihren Fähigkeiten vertrauen können, und er lobt. Er fordert von den stärkeren Schülern, dass sie schwächeren Mitschülern helfen. Wer das ablehnt, muss sich unangenehmen Fragen nach dem Warum gefallen lassen. Er lehnt Ausreden ab und fragt nach Erklärungen.

Dieter Bachmann als Gitarrenspieler (2021)

Im Klassenraum sind mehrere Schlagzeuge, ein E-Piano und Gitarren aufgestellt, die Bachmann als motivierende Unterrichtsmethode einsetzt. Sollte sich Erschöpfung im Unterricht breitmachen oder schlechte Stimmung in der Klasse herrschen, setzt Bachmann dagegen gemeinsames Musizieren und Singen ein.
Bachmanns Konzept legt Wert auf selbstgesetzte Disziplin beim Lernen. Er lässt nicht zu, dass seine Schüler lärmend den Klassenraum betreten. Wichtig war es für Bachmann, dass im Unterricht viel gelesen wurde.
Die Lokalgeschichte von Stadtallendorf, insbesondere die Migrationsgeschichte und die nationalsozialistische Vergangenheit, die in einem Dokumentationszentrum in der Stadt vorhanden ist, hatte einen festen Platz im Unterrichtsgeschehen.
Dieter Bachmann wurde in Presseartikeln als „besonderer Lehrer“ und „unkonventioneller Pädagoge“ bezeichnet. Das von ihm verfolgte pädagogische Konzept wurde auch als eine „Lern- und Lebensgemeinschaft“ eingeordnet.
Dieter Bachmann pflegt heute noch Kontakt zu seinen ehemaligen Schülern und macht bei Treffen mit ihnen gemeinsam Musik.

## Autor
Im März 2023 erschien das Buch „Traut euch, träumt“ von Dieter Bachmann beim Ullstein-Verlag. Das Buch begreift sich nicht als „fertiges Konzept, [ist] keine pädagogische Theorie“. Es stellt Geschichten, Bilder – kleine Fotografien zusammen, die sein Bild als Lehrer und den Umgang mit Kindern verdeutlichen. Das Buch erschien 2023 auch als Hörbuch beim Audio Verlag München, gesprochen hat es Milan Peschel.

## Bildhauer

Dieter Bachmann als Bildhauer gestaltet mit Knüpfel und Eisen Sandstein-Skulpturen (2023)

Als Bildhauer in Sandstein und Holz ist Dieter Bachmann seit etwa 40 Jahren aktiv und brachte diese handwerklichen und künstlerischen Erfahrungen auch in den Unterricht ein. Insgesamt arbeitete er zehn Jahre als freier Bildhauer. Seine Herangehensweise in der Steinbildhauerei wurde von Karl Prantl beeinflusst, mit dem er ein halbes Jahr zusammenarbeitete.

## Auszeichnungen
- Preisträger der Helga und Edzard Reuter-Stiftung (2022)[17]